# Förenta Nationernas regionala grupper
Förenta Nationernas regionala grupper är fem inofficiella grupperingar av medlemsländer inom Förenta Nationerna (FN). Inom många FN-organ fördelas platserna med fasta antal till de fem regionala grupperna.

Afrikanska gruppen
Asiatiska gruppen
Östeuropeiska gruppen
Latinamerikanska och Karibiska gruppen
Gruppen för Västeuropa och andra stater
FN-medlemmar som inte tillhör någon grupp
Länder med observatörsstatus
Omstridda områden

## Grupper
Sedan 1966 är de fem grupperna:
- Afrikanska gruppen
- Asiatiska gruppen
- Östeuropeiska gruppen
- Latinamerikanska och Karibiska gruppen
- Gruppen för Västeuropa och andra stater

| Säkerhetsrådet | Generalförsamlingen |
| --- | ------------------- |
| |                     |
| Afrikanska gruppen Asiatiska gruppen Östeuropeiska gruppen Latinamerikanska och Karibiska gruppen Gruppen för Västeuropa och andra stater |                     |